# Yeison Gordillo
Yeison Stiven Gordillo Vargas (Miranda, Cauca, Colombia, 25 de junio de 1992) es un futbolista colombiano que juega de centrocampista y su equipo actual es el Deportivo Cali de la Categoría Primera A de Colombia

## Trayectoria

### Boyacá Chicó
Con el Boyacá Chicó disputó 169 partidos convirtiéndose en el séptimo jugador con más partidos disputados en la institución ajedrezada; durante los cinco años que estuvo allí se destacó como uno de los jugadores con más proyección en el fútbol colombiano.

### Santa Fe
Para el 2015 llega al Independiente Santa Fe con una buena carta de presentación donde espera hacerse con un nombre en el equipo bogotano, que con el paso del tiempo comenzó como suplente pero rápidamente se ganó la titularidad y se convirtió en un jugador clave para el esquema del equipo.
Con el pasar de los partidos, logra ganar la Copa Sudamericana con gran regularidad siendo fundamental en varios partidos, cerrando un 2015 como uno de los 3 jugadores que más minutos disputaron con Santa Fe.
Después de la llegada del técnico argentino Gustavo Costas, tuvo que bajar de peso después de estar 5 kilos por encima de lo permitido, y vuelve a la titular del cardenal en el partido de ida por cuartos de final de liga águila-II frente al Deportivo Independiente Medellín, y en la vuelta de este mismo partido sella la clasificación de Santa Fe con un gol.

### Junior de Barranquilla
El 18 de agosto del 2022 se oficializa su vínculo con el conjunto tiburón llegando como agente libre del San Lorenzo de Almagro de Argentina.

### Vélez Sarsfield
El 15 de agosto del 2023, fichó en condición de libre por Vélez Sarsfield, de la Primera División de Argentina, donde firmó contrato hasta el 31 de diciembre de 2025.

## Estadísticas
Actualizado al último partido disputado el 10 de julio de 2022.
| Boyacá Chicó · Colombia | 1ª            | 2010          | 3   | 0 | -  | - | -  | - | 3   | 0 |
| Boyacá Chicó · Colombia | 1ª            | 2011          | 18  | 0 | 8  | 0 | -  | - | 26  | 0 |
| Boyacá Chicó · Colombia | 1ª            | 2012          | 28  | 0 | 14 | 0 | -  | - | 42  | 0 |
| Boyacá Chicó · Colombia | 1ª            | 2013          | 31  | 0 | 8  | 0 | -  | - | 39  | 0 |
| Boyacá Chicó · Colombia | 1ª            | 2014          | 31  | 0 | 9  | 0 | -  | - | 40  | 0 |
| Boyacá Chicó · Colombia | 1ª            | 2015          | 19  | 1 | -  | - | -  | - | 19  | 1 |
| Boyacá Chicó · Colombia | Total club    | Total club    | 130 | 1 | 39 | 0 | -  | - | 169 | 1 |
| Santa Fe · Colombia | 1ª            | 2015          | 10  | 0 | 6  | 0 | 12 | 0 | 28  | 0 |
| Santa Fe · Colombia | 1ª            | 2016          | 32  | 2 | 5  | 0 | 4  | 0 | 41  | 2 |
| Santa Fe · Colombia | 1ª            | 2017          | 31  | 0 | 4  | 0 | 7  | 0 | 42  | 0 |
| Santa Fe · Colombia | 1ª            | 2018          | 32  | 0 | 2  | 0 | 16 | 0 | 50  | 0 |
| Santa Fe · Colombia | Total club    | Total club    | 105 | 2 | 17 | 0 | 39 | 0 | 161 | 2 |
| Deportes Tolima · Colombia | 1ª            | 2019          | 17  | 1 | 1  | 0 | 5  | 0 | 23  | 1 |
| Deportes Tolima · Colombia | 1ª            | 2020          | 20  | 0 | 3  | 0 | 6  | 0 | 29  | 0 |
| Deportes Tolima · Colombia | 1ª            | 2021          | 2   | 0 | —  | — | —  | — | 2   | 0 |
| Deportes Tolima · Colombia | Total club    | Total club    | 39  | 1 | 4  | 0 | 11 | 0 | 54  | 1 |
| San Lorenzo Argentina | 1ª            | 2021          | 18  | 0 | 1  | 0 | 3  | 0 | 22  | 0 |
| San Lorenzo Argentina | 1ª            | 2022          | —   | — | 12 | 2 | —  | — | 12  | 2 |
| San Lorenzo Argentina | Total club    | Total club    | 18  | 0 | 13 | 2 | 3  | 0 | 34  | 2 |
| Junior · Colombia | 1ª            | 2022          | 16  | 0 | 2  | 0 | -  | - | 18  | 0 |
| Junior · Colombia | Total club    | Total club    | 16  | 0 | 2  | 0 | -  | - | 18  | 0 |
| Unión de Santa Fe Argentina | 1ª            | 2023          | 20  | 1 | 1  | 0 | -  | - | 21  | 1 |
| Unión de Santa Fe Argentina | Total club    | Total club    | 20  | 1 | 1  | 0 | -  | - | 21  | 1 |
| Total carrera | Total carrera | Total carrera | 328 | 5 | 76 | 2 | 53 | 0 | 457 | 7 |
| (1) Incluye datos de Copa Colombia, Superliga de Colombia y Copa de la Liga Profesional. (2) Incluye datos de Copa Sudamericana, Copa Libertadores, Recopa Sudamericana y Copa Suruga Bank. |               |               |     |   |    |   |    |   |     |   |

## Palmarés

### Campeonatos nacionales
| Título                | Equipo                 | País      | Año  |
| --------------------- | ---------------------- | --------- | ---- |
| Torneo Finalización   | Independiente Santa Fe | Colombia  | 2016 |
| Superliga de Colombia | Independiente Santa Fe | Colombia  | 2017 |
| Torneo Apertura       | Deportes Tolima        | Colombia  | 2021 |
| Primera División      | Vélez Sarsfield        | Argentina | 2024 |

### Campeonatos internacionales
| Título            | Equipo                 | Sede            | Año  |
| ----------------- | ---------------------- | --------------- | ---- |
| Copa Sudamericana | Independiente Santa Fe | América del Sur | 2015 |
| Copa Suruga Bank  | Independiente Santa Fe | Kashima         | 2016 |